# Anschlag von Warrenpoint 1979
Der Anschlag von Warrenpoint ereignete sich am 27. August 1979 im County Down und war der verlustreichste Anschlag der IRA auf die British Army im Nordirlandkonflikt. Bei zwei Sprengstoffanschlägen wurden 18 Soldaten getötet und sechs weitere schwer verletzt, wobei der zweite Sprengsatz Kräfte traf, die in Folge der ersten Explosion alarmiert worden waren. Nach der ersten Explosion war zudem ein britischer Tourist erschossen und ein weiterer verletzt worden, nachdem sie irrtümlich für IRA-Kämpfer gehalten worden waren.

## Ablauf

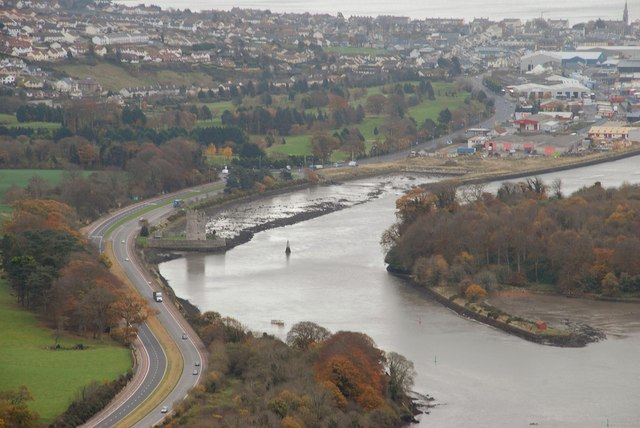
Der Ort des Anschlags im Jahr 2007: Links die Straße, auf der die Militärkolonne fuhr. Zwischen Straße und Fluss das Narrow Water Castle. Rechts der Wald, der zur Republik Irland gehört. Im Hintergrund die Ortschaft Warrenpoint.

Am 27. August 1979 sollte die A-Kompanie des 2. Bataillons des Parachute Regiments der British Army von ihrer Basis in Ballykinler im County Down nach Newry beim County Armagh verlegt werden, um die dortige Unterstützungskompanie des 2. Bataillons abzulösen. Als Marschroute wurde die A2 road entlang der Küste gewählt, die als Hauptverkehrsstraße in Newry endet. Ab Warrenpoint verläuft die Straße entlang des Newry River, der die natürliche Grenze zum County Louth der Republik Irland darstellt.
Kurz nach der Ortschaft Warrenpoint und auf Höhe der Burgruine Narrow Water Castle kam es gegen 16:30 Uhr Ortszeit zu einer Explosion, welche den letzten Viertonner-Truck einer aus drei Fahrzeugen bestehenden Kolonne der A-Kompanie zerstörte. Der auf einem Heuaufleger am Straßenrand versteckte Sprengsatz wurde später auf rund 500 Pfund (226 kg) geschätzt, tötete sechs Soldaten und verletzte zwei weitere. Eine in der Nähe befindliche Einheit der Royal Marines meldete die Explosion der Army, die daraufhin eine Rettungskette in Gang setzte.
Inzwischen eröffneten die Überlebenden der angegriffenen Kolonne das Feuer auf mehrere Personen auf der irischen Seite des Flusses und töteten dabei den 29-jährigen Engländer William Hudson, den auf Urlaub befindlichen Sohn eines Mitarbeiters am Buckingham Palace. Dessen Cousin wurde angeschossen und verletzt. Die Soldaten rechtfertigten sich damit, von irischer Seite aus beschossen worden zu sein und die Schaulustigen für IRA-Kämpfer gehalten zu haben. Dass ein Beschuss von irischer Seite her stattgefunden hatte, konnte jedoch niemals erwiesen werden.
Weitere Kräfte des Parachute Regiments wurden auf dem Straßenweg zum Anschlagsort in Marsch gesetzt, während ein medizinisches Notfallteam und schnelle Reaktionskräfte mit Lt/Col David Blair als Einsatzleiter per Hubschrauber eingeflogen wurden. Blair war Kommandant des 1. Bataillons der Queen’s Own Highlanders, welches sich zusammen mit der B-Kompanie des 2. Bataillons im fünf Kilometer von Newry entfernten Bessbrook befand.
Rund 180 m vom Explosionsort entfernt wurde ein taktischer Kommandoposten in einem kleinen Torhaus unterhalb eines großen Landhauses eingerichtet. Dort kam es rund 30 Minuten nach dem ersten Anschlag zu einer zweiten Explosion von geschätzten 800 Pfund (362 kg) Sprengstoff, der in Milchkannen versteckt an der Hütte deponiert worden war. Durch die Wucht der Explosion wurde die Hütte komplett zerstört und ein Hubschrauber vom Typ Westland Wessex mit den beiden Verletzten an Bord beschädigt. Durch die zweite Explosion wurden zwölf Soldaten getötet und vier weitere schwer verletzt. Lt/Col David Blair war das militärisch höchstrangige Todesopfer des Nordirlandkonflikts. Bei der Explosion starben zudem sein Funker LCpl Victor MacLeod und zehn Soldaten des Parachute Regiments, darunter mit Major Peter Fursman auch der Kommandant der A-Kompanie des 2. Bataillons.
Nach den Anschlägen übernahm Brigadier David Thorne die Verantwortung über die Tatorte. Der bei der zweiten Explosion verletzte Major Barry Rogan von der Unterstützungskompanie wurde als leitender Offizier vor Ort durch Major Mike Jackson von der B-Kompanie abgelöst. Jackson ließ das Gebiet abriegeln und die Tatorte sichern. Seinen Kommandoposten errichtete er im zuvor auf Sprengfallen untersuchten Narrow Water Castle.

## Ergebnisse und Reaktionen
Laut den Ermittlungen wurde der Anschlag von der South Armagh Brigade mit demselben Typ Sprengstoff wie bei vorherigen IRA-Anschlägen ausgeführt. Die Sprengladungen selbst sollen von mindestens einer Person mit Sichtverbindung zu den Anschlagsorten ferngezündet worden sein. Die dichtbewachsene irische Uferseite bei Omeath bot möglichen Tätern ausreichend Schutz vor Entdeckung und erlaubte ihnen darüber hinaus eine ausgezeichnete Sicht auf das Verkehrsgeschehen der A2. Zudem gab es keine Hindernisse, die ein Funksignal hätten stören oder behindern können. Da es nordirischen oder britischen Kräften nicht ohne weiteres möglich war die irische Staatsgrenze zu überschreiten, hatten die Täter darüber hinaus eine reelle Fluchtmöglichkeit.
Aus den beobachteten Verhaltensweisen der British Army wusste die IRA, dass nach einem Anschlag stets ein Kommandoposten, ein sogenannter Incident Command Point, zur Koordinierung der Rettungs- und Ermittlungsmaßnahmen in Anschlagsnähe eingerichtet wurde. Als diesen hatte die IRA das kleine Torhaus am Fuße des großen Landhauses vorausgeahnt. Major Mike Jackson sprach von einem perfekten Hinterhalt.
Als direkte Folge des Vorfalles wurde der Truppentransport auf Straßen von Ballykinler in den Süden von Armagh eingestellt. Größere Truppenbewegungen wurden von nun an mit Hubschraubern durchgeführt. Vereinzelt wurde auch auf unmarkierte Zivilfahrzeuge zurückgegriffen. Diese Taktik wurde von Chief Constable Kenneth Newman von der RUC kritisiert, da somit der IRA mehr Bewegungsfreiheit am Boden überlassen wurde. Eine Woche nach den Anschlägen fand ein Gedenkgottesdienst im Beisein des Prince of Wales für die Getöteten in Aldershot statt.
Premierministerin Margaret Thatcher reiste nach den Anschlägen nach Nordirland und führte Gespräche mit Politikern, Polizei und Armee. Sie berief den ehemaligen MI6-Direktor Maurice Oldfield als Sicherheitskoordinator nach Belfast ein, welcher das Aufgabenfeld zwischen RUC und Armee reorganisierte. Die nordirische Polizei sollte vermehrt Aufgaben der britischen Armee übernehmen und somit zum Abbau von Spannungen beitragen. Zudem stellte Oldfield fest, dass es keine abhörsicheren Kommunikationsverbindungen bei den Sicherheitskräften gab und die IRA über Geräte zur Nachrichtenentschlüsselung verfügte.
Der Anschlag gilt als Propagandasieg der IRA. Der Organisation war es ohne eigene Verluste gelungen, am englischen Feiertag August Bank Holiday 16 Fallschirmjäger des Parachute Regiments und zwei Soldaten der Queen’s Own Highlanders zu töten, darunter einen Bataillons- und einen Kompaniekommandanten. Dies war der opferreichste Anschlag auf das britische Militär im gesamten Nordirlandkonflikt und der verlustreichste Tag für eine britische Fallschirmjägereinheit seit der Operation Market Garden im Zweiten Weltkrieg. Nur wenige Stunden vor den Anschlägen in Warrenpoint war zudem Louis Mountbatten, ehemaliger Chef des Verteidigungsstabs des Vereinigten Königreichs, bei einem IRA-Anschlag in Irland getötet worden.
Die Fallschirmjäger galten bei der IRA als besonders verhasst, nachdem Soldaten des Parachute Regiments mehrmals unbewaffnete Zivilisten erschossen hatten, so z. B. beim Ballymurphy-Massaker 1971 und am Blutsonntag 1972.

## Verdächtige
Am Tag des Anschlags wurden die beiden IRA-Mitglieder Brendan Burns und Joe Brennan auf einem Motorrad aufgrund eines Verkehrsdeliktes nahe Omeath von der Garda, der irischen Polizei, festgenommen. Sie hatten falsche Namen und Adressen angegeben, zudem hatte einer der Männer Gestrüppreste an seiner Kleidung. Wegen fehlender Beweise wurden sie jedoch freigelassen. Burns war ein Freund von Thomas McMahon, der später für den Bombenanschlag auf Louis Mountbatten zu lebenslanger Haft verurteilt wurde. Burns selbst starb im Februar 1988 in South Armagh bei einer Sprengstoffexplosion. Joe Brennan wurde 1995 verhaftet und wegen anderer Sprengstoffvergehen verurteilt.
Die Ermittler beschwerten sich über die fehlende Kooperation der irischen Behörden, die den Anschlag nicht als Terrorakt, sondern als politisch motiviert eingestuft hatten. Im Smithwick Tribunal über Verstrickungen der Garda mit der IRA sagten 2012 zwei ehemalige RUC-Beamte anonym über die Ermittlungen aus. So sei ihnen erst nach drei Tagen der Zutritt zum möglichen Zündplatz auf irischer Seite genehmigt worden. Als dort eine Stelle mit niedergedrücktem Bewuchs, Essensresten und Zigarettenstummeln gefunden werden konnte, wurde dieser Platz über Nacht nicht von der Polizei bewacht, was zum Verlust wichtiger Spuren geführt haben könnte. Bei einer Besprechung der Garda mit der RUC in Dublin 1980 soll Patrick McLaughlin als stellvertretender Polizeikommandant der Garda auf Anordnung des Premierministers keine weitere Unterstützung angekündigt haben. James O’Donovan, Gründer und ehemaliger Leiter des staatlichen irischen Forensiklabors, sagte ebenfalls vor dem Tribunal aus. Er sprach von einer Beweislast, die zu einer weiteren Inhaftierung der beiden Verdächtigen hätte reichen müssen.
Laut dem Journalisten und Autor Toby Harnden soll Thomas Murphy Planer des Anschlags gewesen sein.